# Viola Shafik
Viola Shafik (Schönaich, 1961) es una cineasta alemana. Es Jefa de Estudios del programa MENA del Campus Documental y fue profesora de Estudios Cinematográficos en la Universidad Americana de El Cairo.
Autora, entre otras obras, de "Arab Cinema: History and Cultural Identity" (AUC-Press, Cairo, 1998) y "Popular Egyptian Cinema: Gender, Class and Nation" (AUC-Press, 2007). Profesora de Estudios Cinematográficos en la Universidad Americana de El Cairo, ha trabajado como consultora para festivales internacionales de cine tan conocidos como la Biennale de Venecia.